# Sharifa 4
Sharifa 4 (IMO: 9083287,  MMSI: 622120921,  Pozivni znak: 6AGV), tanker za prijevoz sirove nafte i naftenih derivata izgrađen 1995. godine. Isprva je plovio pod imenima Vendonna (do travnja 1996), Bona Rover (do prosinca 1999) i Falster Spirit (do travnja 2010). Pod imenom Falster Spirit plovio je pod bahamskom zastavom. Danas je registriran je u Egiptu i matična mu je luka Aleksandrija.
Dužina i širina broda je 244.06m × 42.04m a nosivost 95 416 t.; maksimalna i prosječna brzina iznosi 13.7/12.8 čvora.